# Burger King
Burger King er en amerikansk fastfood-kæde, der som den første store kæde åbnede i Danmark i 1977. Den første Burger King restaurant i Danmark lå på Vesterbrogade i København, og ligger der endnu (den er dog blevet ombygget til en mindre udgave). Samtlige Burger King restauranter i Danmark drives af franchisetagere, hvoraf de største er Norske King Food Scandinavia og Svenske Nordic Service Partners.
Burger King Corporation driver i 67 lande ca. 12.000 restauranter, hvoraf ca. 200 af dem står under navnet "Hungry Jack" (Australien). Firmaet har verden over 360.000 medarbejdere. Dagligt har Burger King 11.400.000 kunder, dvs. hver filial har gennemsnitligt 1.040 kunder per dag. Ifølge firmaets egne angivelser drives omkring 91 procent af restauranterne af selvstændige restauratører.
Burger King er bl.a. kendt for deres Whopper, der sælges 4,5 millioner af dagligt.

## Historie
Den første Burger King-restaurant i verden åbnede i 1954 i Miami, Florida, USA.  Burger King Corporation er grundlagt af James W. McLamore og David Edgerton. 
Grundkonceptet er oksekød grillet over åben ild, med frisk tilbehør og med en stor portion Pommes Frites. Tre år senere, i 1957, blev den første Whopper serveret, som senere blev firmaets mest succesrige produkt. Der sælges årlig verden over 1,7 milliarder Whopper burgere. 1961 opnåede grundlæggerne Franchiseretten i USA og udlandet, og dermed kunne etableringen af burgerrestauranter verden over begynde. 1967 blev Burger King solgt til fødevarefirmaet Pillsbury Company. 1975 blev den første Drive-in restaurant åbnet. Det vil sige at kunden ikke behøver at stå ud af bilen for at få sine varer. I dag udgør denne forretningsmåde 58 procent af omsætningen.
I 1970'erne åbnedes de første Burger King i Spanien, Tyskland, Sverige, England og Danmark.
1997 gik Pillsbury sammen med bryggeriet Guinness ind i det britiske koncern Diageo plc. Den 13. december 2002 solgte Diageo Burger King for 1,5 mia. USD til USA-konsortiet Texas Pacific Group med deltagerne Del Monte, Ducati, Continental Airlines, America West, Bain Capital og Goldman Sachs Capital Partners.
2010 købte finansinvestoren 3G Capital Burger King for i alt 3,26 milliarder dollar.

## Burger King i USA

### Konflikter
Tomatplukkere i Florida, der arbejder for Burger Kings underleverandører, har gennem mange år forsøgt at få forbedret deres løn- og arbejdsvilkår, som af kritikere sammenlignes med slaveri og trafficking. I denne kamp er tomatarbejderne blevet støttet af bl.a. aktivistgrupper på universiteter. I maj 2008 kom det frem, at Burger Kings vicepræsident, Steven Grover, har forsøgt, bla. via internettet, at infiltrere sådanne aktivistgrupper.

## Burger King i popkultur
- I Pulp Fiction er der en scene, hvor Jules og Vincent diskuterer burgere i Europa [2].
- The Simpsons har parodieret Pulp Fiction, og deres Krusty Burger er en parodi på både Burger King og McDonald's